# Дом де Пороэт
Дом де Пороэт (фр. Maison de Porhoët) — название бретонского рода, представители которого правили в виконтстве, а затем графстве Пороэт.

## История
Первым известным представителем дома де Пороэт был Гюетнош (ум. 1046). Он построил замок Мот в Тро, которое сейчас называется Гилье. В 1008 году он упоминается во время герцога Бретани Жоффруа I. Его супругой была дочь графа Корнуая Бенедикта Элларум.
Его сын Гозлен I (ум. 1074) построил замок Пороэт, который первоначально имел одно название с городом. Тот факт, что Гюетнош назвал своего сына именем, присущим для Роргонидов, а его внук носил имя Эд, предполагает, что он происходил из родов, имеющих франкское происхождение. 
Сын Гозлена Эд I (ум. после 1092) стал первым известным виконтом де Пороэт. Его старшие сыновья Гозлен II (ум. до 1114) и Жоффруа (ум. 1142) поочередно стали виконтами де Пороэт. Жоффруа, сменивший своего брата Гозлена II, скончавшегося до 1114 года, передал своему младшему брату Алену I, территорию, за исключением Пормеля близ Жослена. Земли, принадлежавшие Алену, стали называться виконтством Роган. Ален стал основателем ветви дома де Пороэт — дома де Роган.
Сын Жоффруа Эд II де Пороэт (ум. 1170/1173) женился на дочери герцога Бретани Конана III Берте и стал регентом малолетнего герцога Конана IV, сына Берты от первого брака. Эд преобразовал графство Пороэт в герцогство. Ему пришлось бороться с графом Нанта Хоэлем III, который был лишен наследства отцом Конаном III. 
Эд практически полностью захватил власть в герцогстве в свои руки. В 1154 году Конан IV попытался вернуть власть себе, но потерпел поражение и был вынужден искать убежище в Англии у короля Генриха II. Конан также получил военную поддержку от короля и стал одним из феодалов Англии, однако его вассальное положение в этом государстве спровоцировало восстание дворян в его поддержку, которое привело к изгнанию и низложению Эда, тогда как Конан вернулся из Англии и был провозглашен герцогом в 1156 году.
Старший сын Эда II Эд III (ум. 1231) стал вторым графом де Пороэт. Так как он не оставил наследников, то графство было разделено на три части между его дочерьми Матильдой, Элеонорой и Жанной, супругой Оливье де Монтабана. Происхождение Матильды не установлено, однако предполагается, что она была дочерью Эда III. Её мужем был сеньор де Фугер Жоффруа. Муж Элеоноры был Ален V де Роган. Дом де Пороэт объединился со своей боковой ветвью.

## Генеалогия
I. Гюетнош (ум. 1046), виконт де Тро
II. Гозлен I (ум. 1074), виконт де Тро, сын предыдущего
III. Эд I (ум. после 1092), виконт де IV. Пороэт, сын предыдущего
IV. Гозлен II (ум. до 1114), виконт де Пороэт, сын предыдущего
IV. Жоффруа (ум. 1142), виконт де Пороэт, брат предыдущего
V. 1142—1170: Эд II (ум. 1170), виконт де Пороэт, граф де Пороэт, герцог Бретани, граф Ренна, сын предыдущего
VI. 1170—1231: Эд III (ум. 1231), граф де Пороэт, сын предыдущего
VII. 1231—?: Матильда, виконтесса де Пороэт, дочь предыдущего
VII. 1231—после 1251: Элеонора, виконтесса де Пороэт, дочь предыдущего
VII. 1231—?: Жанна, виконтесса де Пороэт, дочь предыдущего
IV. Ален I (ум. ок. 1127), виконт де Роган
- дом де Роган